# Ioan Basarabescu
Ioan Basarabescu (Topisceni, 15. veljače 1861. – Bukurešt, 1934.) je bio rumunjski general i vojni zapovjednik. Tijekom Prvog svjetskog rata zapovijedao je 9. divizijom.

## Vojna karijera
Ioan Basarabescu rođen je 15. veljače 1861. u Topisceniju. Sin je Mihaila i Marie Basarabescu. Od 1878. pohađa Vojnu školu za pješaštvo i konjaništvo u Bukureštu koju završava 1880. godine od kada služi u 2. topničkoj pukovniji. Od 1881. nalazi se na službi u 1. topničkoj pukovniji od kada pohađa i Specijalnu školu za topništvo i inženjeriju koju završava 1883. godine. U travnju 1884. dostiže čin poručnika, dok je u čin satnika unaprijeđen u kolovozu 1889. godine. U međuvremenu, od 1884. služi u 6. topničkoj pukovniji, te, od 1885., ponovno u 2. topničkoj pukovniji. Nakon toga premješten je na službu u bojnu za opsade gdje se nalazi do 1888. kada se ponovno vraća u 6. topničku pukovniju gdje obnaša razne dužnosti. Od 1892. služi najprije u 10. topničkoj pukovniji, te, od 1896., u 5. topničkoj pukovniji, nakon čega se 1900. ponovno vraća na službu u 10. topničku pukovniju. U međuvremenu je u veljači 1896. promaknut u čin bojnika, te u studenom 1902. u čin potpukovnika. 
Od 1902. služi kao stožerni časnik u stožeru 12. topničke pukovnije, da bi se nakon toga od 1903. nalazio na službi u 10., te od 1905. u 2. topničkoj pukovniji. Godine 1907. promaknut je u čin pukovnika, te imenovan zapovjednikom 1. topničke pukovnije. Na mjestu zapovjednika 1. topničke pukovnije nalazi se iduće dvije godine, do 1909., kada postaje načelnikom odjela topništva u ministarstvu rata. Godine 1911. postaje zapovjednikom 9. topničke brigade, dok je 1912. promaknut u čin brigadnog generala.

## Prvi svjetski rat
Nakon ulaska Rumunjska u rat imenovan je zapovjednikom 9. divizije. Navedena divizija nalazila se u Silistri, te je bila u sastavu 3. armije kojom je zapovijedao Mihail Aslan. Nakon što su bugarsko-njemačke snage počele napad na tvrđavu Turtucaiu, Basarabescu je 5. rujna dobio naredbu da s jedinicama 9. divizije pritekne u pomoć. Međutim, kada su Basarascuove jedinice 6. rujna naišle na otpor neprijateljske konjice i topništva jednostavno su se razbježale, te u panici povukle natrag u Silistru zajedno sa samim Basarabescom. Nakon navedenog neuspjeha i pada Turtucaiae, Basarabescu je smijenjen zajedno s Mihailom Aslanom, zapovjednikom 3. armije i Constantinom Teodorescuom, zapovjednikom 17. divizije koja je branila Turtucaiau.

## Poslije rata
Basarabescu do kraja rata nije dobio novo zapovjedništvo. Preminuo je 1934. godine u Bukureštu.